# En lyckoriddare
En lyckoriddare är en svensk äventyrsfilm från 1921 i regi av John W. Brunius med Gösta Ekman och Mary Johnson i huvudrollerna. Filmen handlar om Lars Wivallius äventyrliga levnadshistoria.

## Om filmen
Filmen premiärvisades 14 mars 1921. Filmen spelades in vid Skandiaateljén vid Långängen i Stocksund med exteriörer från Svaneholms slott och Borgeby slott samt trakterna kring Bjärred i Skåne och på Oktorpsgården på Skansen i Stockholm av Hugo Edlund. 
Som förlaga hade man Harald Molanders roman En lyckoriddare som utgavs 1896. Romanen framfördes 1900 i dramatiserad form med Anders de Wahl i titelrollen på Svenska teatern i Stockholm. 
En nyinspelning om Lars Wivallius levnadsöde genomfördes 1942 i filmen En äventyrare.

## Rollista
- Gösta Ekman – Lars Wiwalt
- Mary Johnson – Gertrud Wulffsdotter Grijp
- Axel Ringvall – Wulff Grijp på Björkeberga
- Hilda Forsslund – Lena Daa på Öretorp
- Nils Lundell – Clement, Wiwalts vapendragare
- Vilhelm Bryde – Rönnow Bilde
- Gösta Cederlund – Niels Kagg
- Gull Natorp – fru Margarete Grijp
- Carlo Keil-Möller – Erich Gyllenstierna
- Arthur Natorp – Andreas Anundi
- Semmy Friedmann – Henri de Bresignac
- Alfred Lundberg – präst
- Harald Wehlnor – Erich Gyllenstiernas vän
- Justus Hagman – värdshusvärd
- Jullan Jonsson – värdshusvärdinna
- Anna-Lisa Baude
- Greta Garbo – jungfru
- Alva Garbo – flicka i Taverna